# Palier

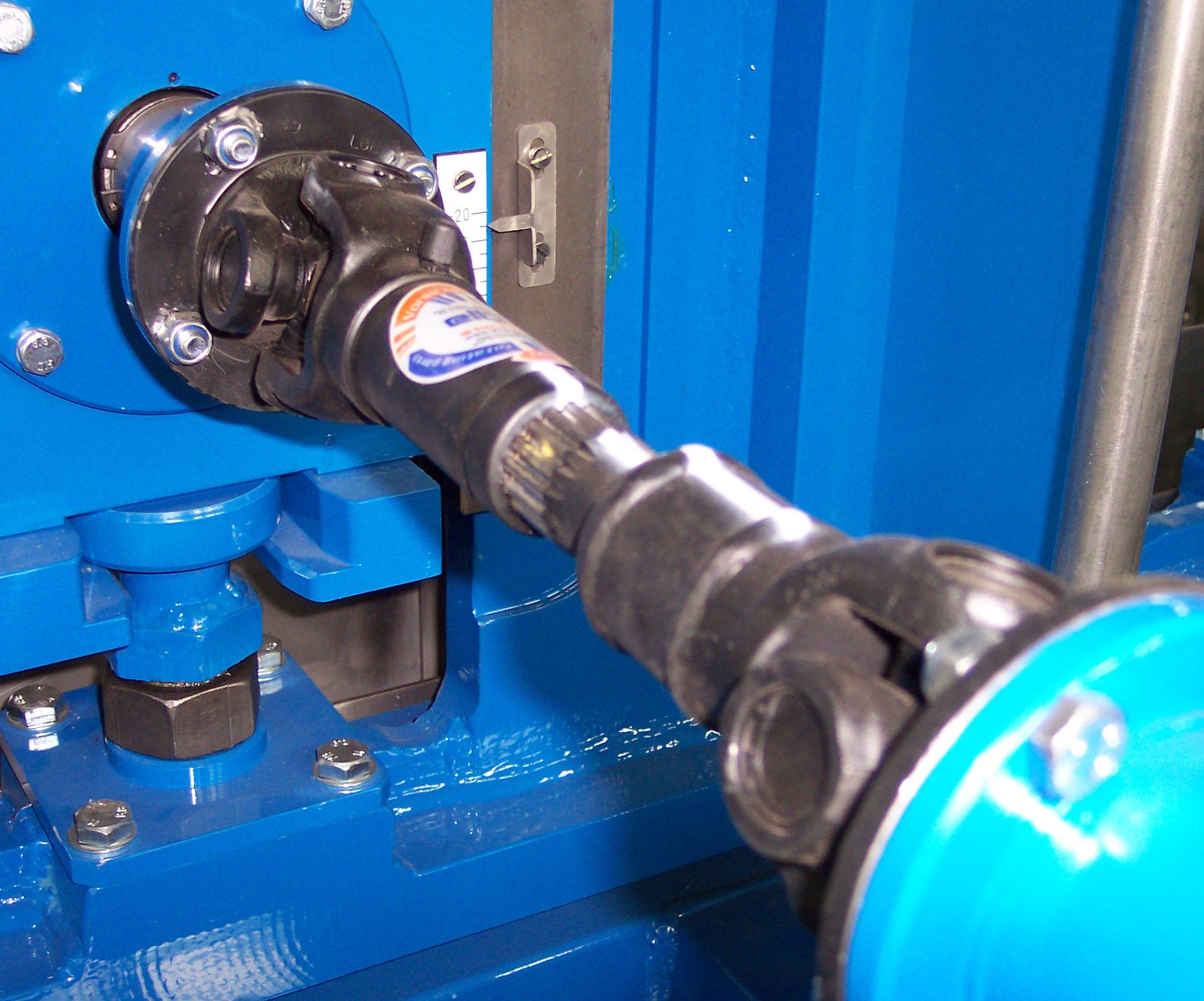
Detall d'un arbre de transmissió transversal. A diferència del Palier, aquest té juntes tipus cardà als seus extrems.

Els  paliers  són els eixos a través dels quals es transmet el moviment des del diferencial a les rodes motrius. Un d'aquests extrems va enfilat per mitjà d'estries al planetari corresponent amb el qual es fa solidari. L'altre extrem encaixa en el cub de la roda, també solidàriament, per transmetre el seu gir.
Els paliers van dins d'unes prolongacions del càrter del diferencial anomenades trompetes, sobre les quals s'articula la suspensió (les ballestes).
La foto no correspon al palier, sinó a un arbre de transmissió, que va des de la caixa de canvis fins al diferencial, que mitjançant el parell cònic canvia 90 graus el gir per transmetre'l a les rodes a través dels paliers.